# Comuna 18 (Cali)
La comuna 18 se encuentra en el suroccidente de la ciudad. Delimitando por el suroriente con la comuna 22, por el oriente con la comuna 17 y por el norte con la comuna 19. Al sur y al occidente de esta comuna se encuentra el límite del perímetro urbano de la ciudad.

## Características
La comuna 18 cubre el 4,5% del área total del municipio de Santiago Cali con 542,9 hectáreas. Esta comuna cuenta con 16.782 predios construidos, y representa el 3,6% del total de la ciudad. Está conformada por 24.705 viviendas, lo cual corresponde al 4,9% del total de viviendas de la capital vallecaucana. Así, el número de viviendas por hectárea es 45,5, cifra superior a la densidad de viviendas para el total de la ciudad que es de 41,7 viviendas por hectárea.
En cuanto a la estratificación de las viviendas de esta comuna, el estrato más común es el 3 (estrato moda), también el estrato moda para toda la ciudad. Como se puede observar en el estrato 3 es aquel que presenta una mayor proporción del total de lados de manzana de esta comuna. De hecho en los estratos 2 y 3 se concentra el 72,9% de todos los lados de manzana de la comuna. En la comuna 18 no están presentes los estratos 5 y 6, y sólo un 1,2% de los lados de manzana está en el estrato 4.
En cuanto a población, en esta comuna habita el 4,9% de la población total de la ciudad, es decir, 100.276 habitantes, de los cuales el 49,2% son hombres (49.354) y el 50,8% restante mujeres (50.922). Esta distribución de la población por género es similar a la que se presenta para el consolidado de Cali (47,1% son hombres y el 52,9% mujeres). El número de habitantes por hectárea –densidad bruta– es de 184,7, cifra superior al promedio de la ciudad (168,7).
Por otro lado, en esta comuna el 13% de sus habitantes se reconocen como afrocolombianos o afrodescendientes, en la ciudad este porcentaje alcanza el 26,2%. la participación de la población indígena es del 0,8% de la población total, porcentaje mayor al del total de la ciudad (0,5%).
Al considerar la distribución de la población por edades , se encuentra similitud entre hombres y mujeres. La cohorte con mayor número de personas es la de mujeres entre 20 y 24 años y, para los hombres, los niños entre 10 y 14 años.

## Barrios
La comuna 18 está compuesta por 15 barrios y seis  urbanizaciones y/o sectores: 
| - Buenos Aires - Caldas - Los Chorros - Las Palmas - La Cruz - Meléndez - Los Farallones - Francisco Eladio Ramírez - Horizontes - Mario Correa Rengifo - Nápoles | - Lourdes - Colinas del Sur - El Jordán - Cuarteles Nápoles - Sector Alto de los Chorros - Polvorines - Sector Meléndez - Sector Alto Jordán - Alto Nápoles - Pampas del Mirador. - Prados del Sur |

## Sitios de interés
Entre los sitios destacados que tiene la comuna 18 son:
- La Tienda de Pedro

- Batallón Pichincha

- Hospital Psiquiátrico San Isidro